# 四ツ小屋
四ツ小屋（よつごや）は秋田県秋田市にある地域名。郵便番号は010-1417他。四ツ小屋、四ツ小屋小阿地、四ツ小屋末戸松本で構成される。

## 地理
秋田市南部に位置する。北に仁井田、西に御所野、南に雄和、東に雄物川を挟み豊岩と接する。地域の東端に雄物川が、南部に岩見川が流れている。地域を秋田県道9号線秋田雄和本荘線が北端にある国道13号から雄和に向けて縦貫している。また仁井田から奥羽本線があり岩見川沿いを通り和田へ抜ける。御野場からは秋田県道61号線秋田御所野雄和線が御所野へと地域内を横断するように走っている。広範囲に農地が広がり集落が点在している。

### 河川
- 雄物川
- 岩見川
- 古川

### 沼
- ヤブレ沼

## 歴史
1662年（寛文2年）に、四戸（伊藤勘左衛門、伊藤助左衛門、榎左五右衛門、榎藤右衛門）が雄物川北岸に移住開墾したことから「四ツ小屋」と呼称されるようになり、出羽国豊島郡四ツ小屋村の原型ができる。久保田川端五丁目生まれの川村新吉（1720-1775年）が、岩見川から水を引き入れ松本新田村を開墾、乾田法を用い、さらに地続きの小阿地、川添、豊島の一部を開拓、計80町歩を切り拓いた。また、平鹿郡境町村生まれの高橋武左衛門(1740-1819年）が、全私財を投入して400町歩の美田を開墾し、「先農之神」として四ツ小屋神明社に祀られている。
- 1662年（寛文2年） - 四戸（伊藤勘左衛門・伊藤助左衛門・榎左五右衛門・榎藤右衛門）が雄物川北岸に移住開墾。
- 1854年（安政元年） - 雄物川・岩見川の氾濫により、ヤブレ沼が形成[3]。
- 1875年（明治8年） - 四教小学校（現在の秋田市立四ツ小屋小学校）が開校。
- 1878年（明治11年） - 末戸村・松本新田村が合併、末戸松本村が発足。
- 1889年（明治22年） - 四ツ小屋村・小阿地村・末戸松本村が合併、四ツ小屋村が発足。
- 1917年（大正6年）8月16日 - 鉄道院奥羽本線四ツ小屋駅が開業。
- 1941年（昭和16年）7月 - 秋田県立青年学校教員養成所（後の秋田青年師範学校）が旭川村泉から四ツ小屋小阿地に移転。
- 1949年（昭和25年）5月31日 - 秋田大学発足に伴い秋田青年師範学校校地に学芸学部（現在の教育文化学部）四ツ小屋農場が設置。
- 1954年（昭和29年） - 浜田村・豊岩村・仁井田村・上北手村・下北手村と共に秋田市に編入。
- 1966年（昭和41年）4月1日 - 秋田市立四ツ小屋中学校が秋田市立上北手中学校・秋田市立仁井田中学校とともに統合、秋田市立城南中学校が開校する。
- 1988年（昭和63年）10月1日 - 住居表示実施に伴い一部地域が御野場となり四ツ小屋から離脱する。
- 1989年（平成元年）6月10日 - 御所野ニュータウン街びらきに伴い一部地域が御所野となり四ツ小屋から離脱する。

### 字域の変遷
以下はすべて住居表示実施に伴う変更。
| 実施前                                                        | 実施年月日                       | 実施後（各町ともその一部）                        |
| ------------------------------------------------------------- | -------------------------------- | ------------------------------------------------- |
| 四ツ小屋字中川原 よつごやあざなかかわら                       | 昭和63年10月1日                  | 御野場一丁目 おのばいっちょうめ                   |
| 四ツ小屋字中川原 よつごやあざなかかわら                       | 昭和63年10月1日                  | 御野場二丁目 おのばにちょうめ                     |
| 四ツ小屋字中川原 よつごやあざなかかわら                       | 昭和63年10月1日                  | 御野場三丁目 おのばさんちょうめ                   |
| 四ツ小屋字中川原 よつごやあざなかかわら                       | 昭和63年10月1日                  | 御野場四丁目 おのばよんちょうめ                   |
| 四ツ小屋字中川原 よつごやあざなかかわら                       | 昭和63年10月1日                  | 御野場五丁目 おのばごちょうめ                     |
| 四ツ小屋字中川原 よつごやあざなかかわら                       | 昭和63年10月1日                  | 御野場六丁目 おのばろくちょうめ                   |
| 四ツ小屋字中川原 よつごやあざなかかわら                       | 昭和63年10月1日                  | 御野場七丁目 おのばななちょうめ                   |
| 四ツ小屋字中川原 よつごやあざなかかわら                       | 昭和63年10月1日                  | 御野場八丁目 おのばはっちょうめ                   |
| 四ツ小屋字中川原 よつごやあざなかかわら                       | （残存）四ツ小屋字中川原         |                                                   |
| 四ツ小屋字中山 よつごやあざなかやま                           | 昭和63年10月1日                  | 御野場六丁目 おのばろくちょうめ                   |
| 四ツ小屋字中山 よつごやあざなかやま                           | 昭和63年10月1日                  | 御野場七丁目 おのばななちょうめ                   |
| 四ツ小屋字中山 よつごやあざなかやま                           | 昭和63年10月1日                  | 御野場八丁目 おのばはっちょうめ                   |
| 四ツ小屋字中山 よつごやあざなかやま                           | （残存）四ツ小屋字中山           |                                                   |
| 四ツ小屋字船場前 よつごやあざふなばまえ                       | 昭和63年10月1日                  | 御野場一丁目 おのばいっちょうめ                   |
| 四ツ小屋字船場前 よつごやあざふなばまえ                       | 昭和63年10月1日                  | 御野場二丁目 おのばにちょうめ                     |
| 四ツ小屋字船場前 よつごやあざふなばまえ                       | 平成5年10月1日                   | 御野場二丁目 おのばにちょうめ                     |
| 四ツ小屋字船場前 よつごやあざふなばまえ                       | 昭和63年10月1日                  | 御野場四丁目 おのばよんちょうめ                   |
| 四ツ小屋字船場前 よつごやあざふなばまえ                       | 昭和63年10月1日                  | 御野場六丁目 おのばろくちょうめ                   |
| 四ツ小屋字船場前 よつごやあざふなばまえ                       | 昭和63年10月1日                  | 御野場七丁目 おのばななちょうめ                   |
| 四ツ小屋字船場前 よつごやあざふなばまえ                       | 平成5年10月1日                   | 仁井田本町三丁目 にいだほんちょうさんちょうめ     |
| 四ツ小屋字船場前 よつごやあざふなばまえ                       | （残存）四ツ小屋字船場前         |                                                   |
| 四ツ小屋字与左エ門川原 よつごやあざよざえもんかわら           | 平成5年10月1日                   | 仁井田目長田三丁目 にいだめながたさんちょうめ     |
| 四ツ小屋字与左エ門川原 よつごやあざよざえもんかわら           | （残存）四ツ小屋字与左エ門川原   |                                                   |
| 四ツ小屋小阿地字大杉沢 よつごやこあじあざおおすぎさわ         | 平成元年5月1日                   | 御所野下堤三丁目 ごしょのしもつつみさんちょうめ   |
| 四ツ小屋小阿地字大杉沢 よつごやこあじあざおおすぎさわ         | 平成5年10月1日                   | 御所野下堤四丁目 ごしょのしもつつみよんちょうめ   |
| 四ツ小屋小阿地字大杉沢 よつごやこあじあざおおすぎさわ         | 平成5年10月1日                   | 御所野下堤五丁目 ごしょのしもつつみごちょうめ     |
| 四ツ小屋小阿地字大杉沢 よつごやこあじあざおおすぎさわ         | （残存）四ツ小屋小阿地字大杉沢   |                                                   |
| 四ツ小屋小阿地字坂ノ上 よつごやこあじあざさかのうえ           | 平成2年5月1日                    | 御所野地蔵田一丁目 ごしょのじぞうでんいっちょうめ |
| 四ツ小屋小阿地字坂ノ上 よつごやこあじあざさかのうえ           | 平成6年10月1日                   | 御所野地蔵田二丁目 ごしょのじぞうでんにちょうめ   |
| 四ツ小屋小阿地字坂ノ上 よつごやこあじあざさかのうえ           | 平成4年10月1日                   | 御所野地蔵田三丁目 ごしょのじぞうでんさんちょうめ |
| 四ツ小屋小阿地字坂ノ上 よつごやこあじあざさかのうえ           | 平成10年6月1日                   | 御所野地蔵田四丁目 ごしょのじぞうでんよんちょうめ |
| 四ツ小屋小阿地字坂ノ上 よつごやこあじあざさかのうえ           | 平成9年2月1日                    | 御所野地蔵田四丁目 ごしょのじぞうでんよんちょうめ |
| 四ツ小屋小阿地字坂ノ上 よつごやこあじあざさかのうえ           | 平成13年2月1日                   | 御所野地蔵田五丁目 ごしょのじぞうでんごちょうめ   |
| 四ツ小屋小阿地字坂ノ上 よつごやこあじあざさかのうえ           | 平成17年8月1日                   | 御所野地蔵田五丁目 ごしょのじぞうでんごちょうめ   |
| 四ツ小屋小阿地字坂ノ上 よつごやこあじあざさかのうえ           | 平成元年5月1日                   | 御所野下堤一丁目 ごしょのしもつつみいっちょうめ   |
| 四ツ小屋小阿地字坂ノ上 よつごやこあじあざさかのうえ           | （残存）四ツ小屋小阿地字坂ノ上   |                                                   |
| 四ツ小屋小阿地字下堤 よつごやこあじあざしもつつみ             | 平成6年10月1日                   | 御所野地蔵田二丁目 ごしょのじぞうでんにちょうめ   |
| 四ツ小屋小阿地字下堤 よつごやこあじあざしもつつみ             | 平成元年5月1日                   | 御所野下堤一丁目 ごしょのしもつつみいっちょうめ   |
| 四ツ小屋小阿地字下堤 よつごやこあじあざしもつつみ             | 平成元年5月1日                   | 御所野下堤三丁目 ごしょのしもつつみさんちょうめ   |
| 四ツ小屋小阿地字下堤 よつごやこあじあざしもつつみ             | 平成5年10月1日                   | 御所野下堤四丁目 ごしょのしもつつみよんちょうめ   |
| 四ツ小屋小阿地字下堤 よつごやこあじあざしもつつみ             | 平成5年10月1日                   | 御所野下堤五丁目 ごしょのしもつつみごちょうめ     |
| 四ツ小屋小阿地字下堤 よつごやこあじあざしもつつみ             | 平成2年10月1日                   | 御所野元町二丁目 ごしょのもとまちにちょうめ       |
| 四ツ小屋小阿地字下堤 よつごやこあじあざしもつつみ             | （残存）四ツ小屋小阿地字下堤     |                                                   |
| 四ツ小屋小阿地字狸崎 よつごやこあじあざむじなざき             | 平成9年2月1日                    | 御所野地蔵田四丁目 ごしょのじぞうでんよんちょうめ |
| 四ツ小屋小阿地字狸崎 よつごやこあじあざむじなざき             | 平成10年6月1日                   | 御所野地蔵田四丁目 ごしょのじぞうでんよんちょうめ |
| 四ツ小屋小阿地字狸崎 よつごやこあじあざむじなざき             | 平成21年2月1日                   | 御所野地蔵田四丁目 ごしょのじぞうでんよんちょうめ |
| 四ツ小屋小阿地字狸崎 よつごやこあじあざむじなざき             | 平成13年2月1日                   | 御所野地蔵田五丁目 ごしょのじぞうでんごちょうめ   |
| 四ツ小屋小阿地字狸崎 よつごやこあじあざむじなざき             | 平成15年2月1日                   | 御所野地蔵田五丁目 ごしょのじぞうでんごちょうめ   |
| 四ツ小屋小阿地字狸崎 よつごやこあじあざむじなざき             | 平成17年8月1日                   | 御所野地蔵田五丁目 ごしょのじぞうでんごちょうめ   |
| 四ツ小屋小阿地字狸崎 よつごやこあじあざむじなざき             | （残存）四ツ小屋小阿地字狸崎     |                                                   |
| 四ツ小屋末戸松本字坂ノ上 よつごやすえどまつもとあざさかのうえ | 平成2年5月1日                    | 御所野地蔵田一丁目 ごしょのじぞうでんいっちょうめ |
| 四ツ小屋末戸松本字坂ノ上 よつごやすえどまつもとあざさかのうえ | 平成13年2月1日                   | 御所野地蔵田三丁目 ごしょのじぞうでんさんちょうめ |
| 四ツ小屋末戸松本字坂ノ上 よつごやすえどまつもとあざさかのうえ | 平成4年10月1日                   | 御所野地蔵田三丁目 ごしょのじぞうでんさんちょうめ |
| 四ツ小屋末戸松本字坂ノ上 よつごやすえどまつもとあざさかのうえ | 平成4年10月1日                   | 御所野地蔵田五丁目 ごしょのじぞうでんごちょうめ   |
| 四ツ小屋末戸松本字坂ノ上 よつごやすえどまつもとあざさかのうえ | 平成元年5月1日                   | 御所野下堤一丁目 ごしょのしもつつみいっちょうめ   |
| 四ツ小屋末戸松本字坂ノ上 よつごやすえどまつもとあざさかのうえ | 平成2年5月1日                    | 御所野元町一丁目 ごしょのもとまちいっちょうめ     |
| 四ツ小屋末戸松本字坂ノ上 よつごやすえどまつもとあざさかのうえ | 平成2年5月1日                    | 御所野元町五丁目 ごしょのもとまちごちょうめ       |
| 四ツ小屋末戸松本字坂ノ上 よつごやすえどまつもとあざさかのうえ | 平成3年10月1日                   | 御所野元町六丁目 ごしょのもとまちろくちょうめ     |
| 四ツ小屋末戸松本字坂ノ上 よつごやすえどまつもとあざさかのうえ | 平成3年10月1日                   | 御所野元町七丁目 ごしょのもとまちななちょうめ     |
| 四ツ小屋末戸松本字坂ノ上 よつごやすえどまつもとあざさかのうえ | 平成4年10月1日                   | 御所野元町七丁目 ごしょのもとまちななちょうめ     |
| 四ツ小屋末戸松本字坂ノ上 よつごやすえどまつもとあざさかのうえ | 平成2年10月1日                   | 御所野湯本六丁目 ごしょのゆもとろくちょうめ       |
| 四ツ小屋末戸松本字坂ノ上 よつごやすえどまつもとあざさかのうえ | （残存）四ツ小屋末戸松本字坂ノ上 |                                                   |
| 四ツ小屋末戸松本字地蔵田 よつごやすえどまつもとあざじぞうでん | 平成6年10月1日                   | 御所野地蔵田一丁目 ごしょのじぞうでんいっちょうめ |
| 四ツ小屋末戸松本字地蔵田 よつごやすえどまつもとあざじぞうでん | 平成4年10月1日                   | 御所野地蔵田三丁目 ごしょのじぞうでんさんちょうめ |
| 四ツ小屋末戸松本字地蔵田 よつごやすえどまつもとあざじぞうでん | 平成13年2月1日                   | 御所野地蔵田三丁目 ごしょのじぞうでんさんちょうめ |
| 四ツ小屋末戸松本字地蔵田 よつごやすえどまつもとあざじぞうでん | 平成9年2月1日                    | 御所野地蔵田四丁目 ごしょのじぞうでんよんちょうめ |
| 四ツ小屋末戸松本字地蔵田 よつごやすえどまつもとあざじぞうでん | 平成10年6月1日                   | 御所野地蔵田四丁目 ごしょのじぞうでんよんちょうめ |
| 四ツ小屋末戸松本字地蔵田 よつごやすえどまつもとあざじぞうでん | 平成21年2月1日                   | 御所野地蔵田四丁目 ごしょのじぞうでんよんちょうめ |
| 四ツ小屋末戸松本字地蔵田 よつごやすえどまつもとあざじぞうでん | 平成15年2月1日                   | 御所野地蔵田五丁目 ごしょのじぞうでんごちょうめ   |
| 四ツ小屋末戸松本字地蔵田 よつごやすえどまつもとあざじぞうでん | 平成17年8月1日                   | 御所野地蔵田五丁目 ごしょのじぞうでんごちょうめ   |
| 四ツ小屋末戸松本字地蔵田 よつごやすえどまつもとあざじぞうでん | （残存）四ツ小屋末戸松本字地蔵田 |                                                   |
| 四ツ小屋末戸松本字湯ノ沢 よつごやすえどまつもとあざゆのさわ   | 平成2年5月1日                    | 御所野地蔵田一丁目 ごしょのじぞうでんいっちょうめ |
| 四ツ小屋末戸松本字湯ノ沢 よつごやすえどまつもとあざゆのさわ   | 平成4年10月1日                   | 御所野地蔵田三丁目 ごしょのじぞうでんさんちょうめ |
| 四ツ小屋末戸松本字湯ノ沢 よつごやすえどまつもとあざゆのさわ   | 平成15年2月1日                   | 御所野地蔵田五丁目 ごしょのじぞうでんごちょうめ   |
| 四ツ小屋末戸松本字湯ノ沢 よつごやすえどまつもとあざゆのさわ   | 平成元年5月1日                   | 御所野下堤一丁目 ごしょのしもつつみいっちょうめ   |
| 四ツ小屋末戸松本字湯ノ沢 よつごやすえどまつもとあざゆのさわ   | 平成元年5月1日                   | 御所野元町一丁目 ごしょのもとまちいっちょうめ     |
| 四ツ小屋末戸松本字湯ノ沢 よつごやすえどまつもとあざゆのさわ   | 平成2年10月1日                   | 御所野元町二丁目 ごしょのもとまちにちょうめ       |
| 四ツ小屋末戸松本字湯ノ沢 よつごやすえどまつもとあざゆのさわ   | 平成3年4月1日                    | 御所野元町四丁目 ごしょのもとまちよんちょうめ     |
| 四ツ小屋末戸松本字湯ノ沢 よつごやすえどまつもとあざゆのさわ   | 平成2年5月1日                    | 御所野元町五丁目 ごしょのもとまちごちょうめ       |
| 四ツ小屋末戸松本字湯ノ沢 よつごやすえどまつもとあざゆのさわ   | 平成4年10月1日                   | 御所野元町五丁目 ごしょのもとまちごちょうめ       |
| 四ツ小屋末戸松本字湯ノ沢 よつごやすえどまつもとあざゆのさわ   | 平成3年10月1日                   | 御所野元町六丁目 ごしょのもとまちろくちょうめ     |
| 四ツ小屋末戸松本字湯ノ沢 よつごやすえどまつもとあざゆのさわ   | 平成4年10月1日                   | 御所野元町六丁目 ごしょのもとまちろくちょうめ     |
| 四ツ小屋末戸松本字湯ノ沢 よつごやすえどまつもとあざゆのさわ   | 平成3年10月1日                   | 御所野元町七丁目 ごしょのもとまちななちょうめ     |
| 四ツ小屋末戸松本字湯ノ沢 よつごやすえどまつもとあざゆのさわ   | 平成4年10月1日                   | 御所野元町七丁目 ごしょのもとまちななちょうめ     |
| 四ツ小屋末戸松本字湯ノ沢 よつごやすえどまつもとあざゆのさわ   | 平成2年5月1日                    | 御所野湯本一丁目 ごしょのゆもといっちょうめ       |
| 四ツ小屋末戸松本字湯ノ沢 よつごやすえどまつもとあざゆのさわ   | 平成2年10月1日                   | 御所野湯本一丁目 ごしょのゆもといっちょうめ       |
| 四ツ小屋末戸松本字湯ノ沢 よつごやすえどまつもとあざゆのさわ   | 平成2年5月1日                    | 御所野湯本二丁目 ごしょのゆもとにちょうめ         |
| 四ツ小屋末戸松本字湯ノ沢 よつごやすえどまつもとあざゆのさわ   | 平成6年10月1日                   | 御所野湯本二丁目 ごしょのゆもとにちょうめ         |
| 四ツ小屋末戸松本字湯ノ沢 よつごやすえどまつもとあざゆのさわ   | 平成2年10月1日                   | 御所野湯本三丁目 ごしょのゆもとさんちょうめ       |
| 四ツ小屋末戸松本字湯ノ沢 よつごやすえどまつもとあざゆのさわ   | 平成2年10月1日                   | 御所野湯本四丁目 ごしょのゆもとよんちょうめ       |
| 四ツ小屋末戸松本字湯ノ沢 よつごやすえどまつもとあざゆのさわ   | 平成2年10月1日                   | 御所野湯本五丁目 ごしょのゆもとごちょうめ         |
| 四ツ小屋末戸松本字湯ノ沢 よつごやすえどまつもとあざゆのさわ   | 平成2年10月1日                   | 御所野湯本六丁目 ごしょのゆもとろくちょうめ       |
| 四ツ小屋末戸松本字湯ノ沢 よつごやすえどまつもとあざゆのさわ   | （残存）四ツ小屋末戸松本字湯ノ沢 |                                                   |

#### その他残存字域

##### 四ツ小屋
- 字家ノ下
- 字上野
- 字御野場
- 字街道西
- 字街道東
- 字替地
- 字上川原

- 字船場前上川原
- 字笹葉
- 字下川原
- 字城下当場
- 字菖蒲沼
- 字鷹塚
- 字高山

- 字館野
- 字道前
- 字東泉寺
- 字中野
- 字ハッカエ
- 字古川敷
- 字柳原

##### 四ツ小屋小阿地
- 字上野
- 字坂ノ下

- 字下野
- 字中野

- 字谷地中
- 字柳林

##### 四ツ小屋末戸松本
- 字大又
- 字島田
- 字堂ノ前

- 字古川敷
- 字古館
- 字向田

- 字向中川原
- 字向野
- 字柳田

## 施設
- 四ツ小屋駅
- 四ツ小屋簡易郵便局

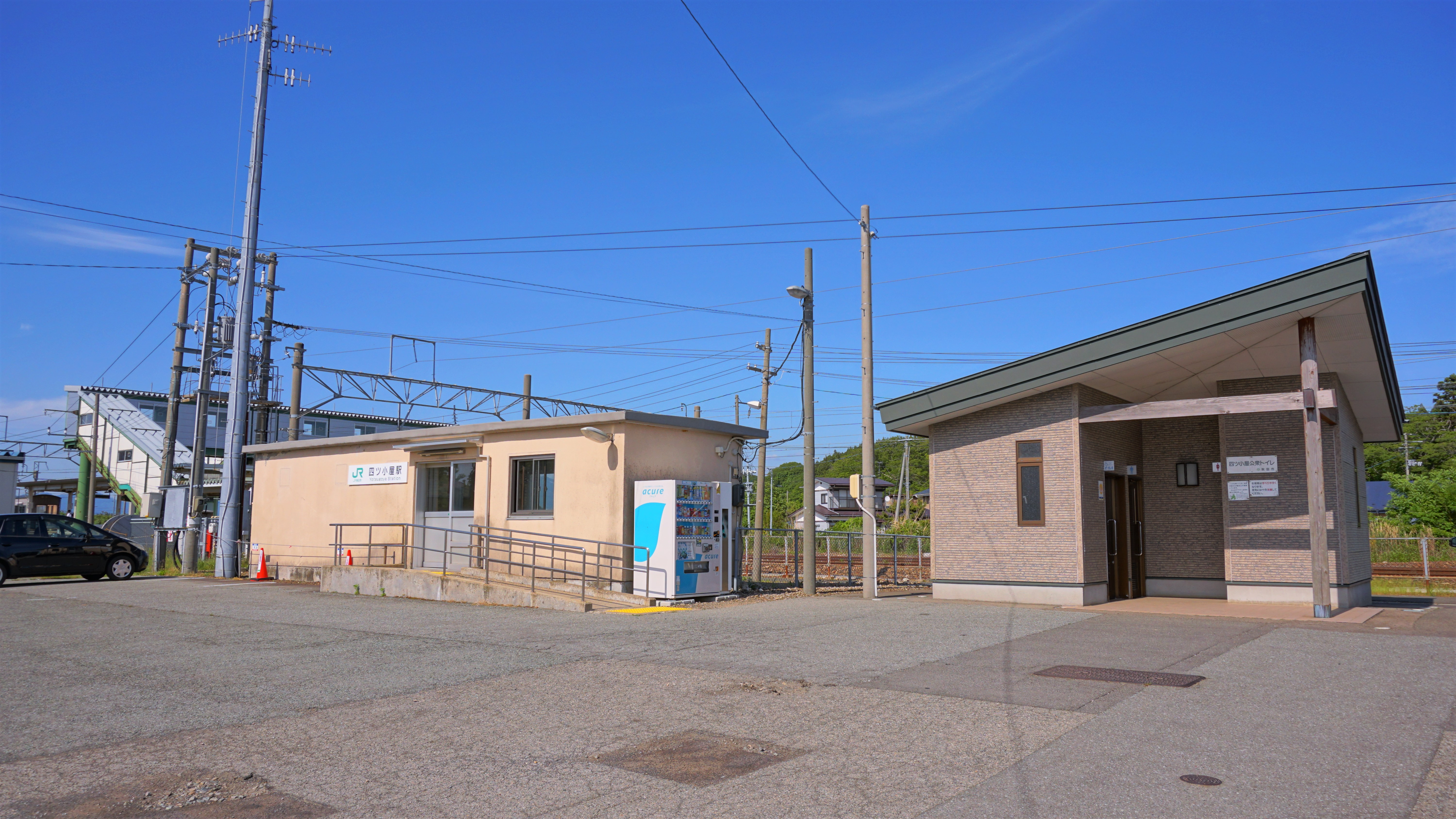
四ッ小屋駅
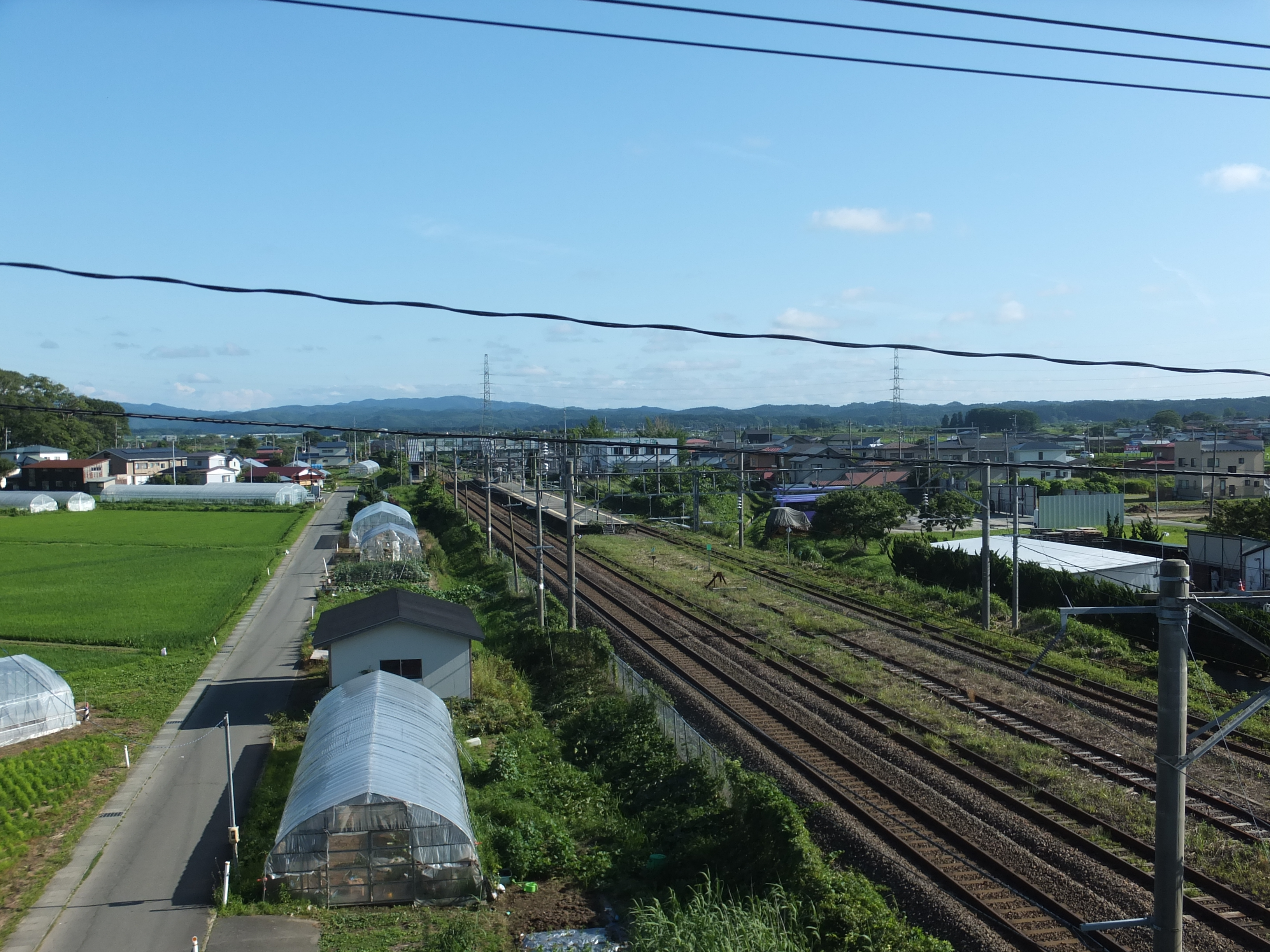
四ツ小屋駅とその周辺
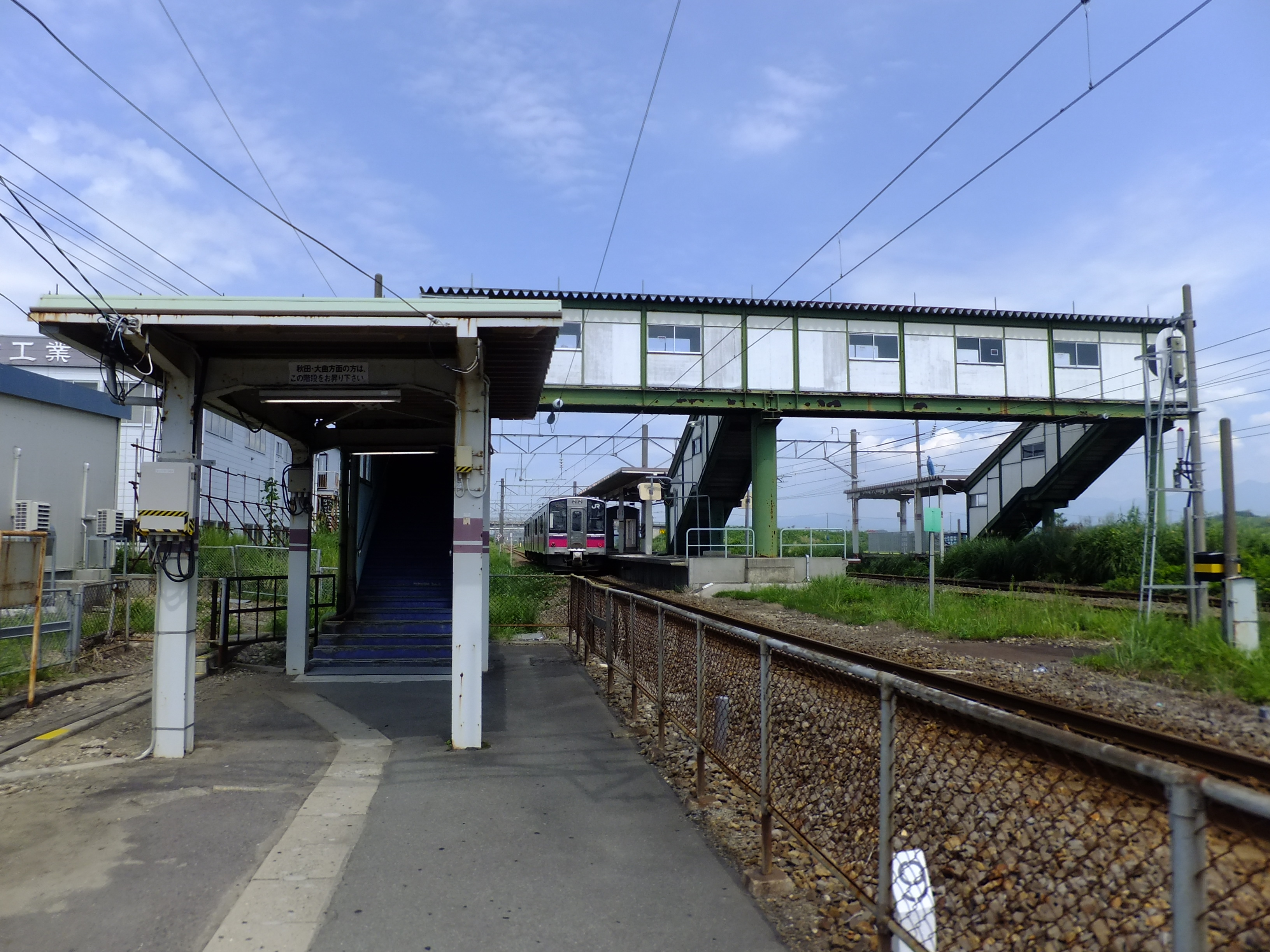
四ッ小屋駅

## 教育
- 四ツ小屋幼稚園
- 秋田市立四ツ小屋小学校

### かつてあった施設
- 秋田市立四ツ小屋中学校
- 秋田青年師範学校

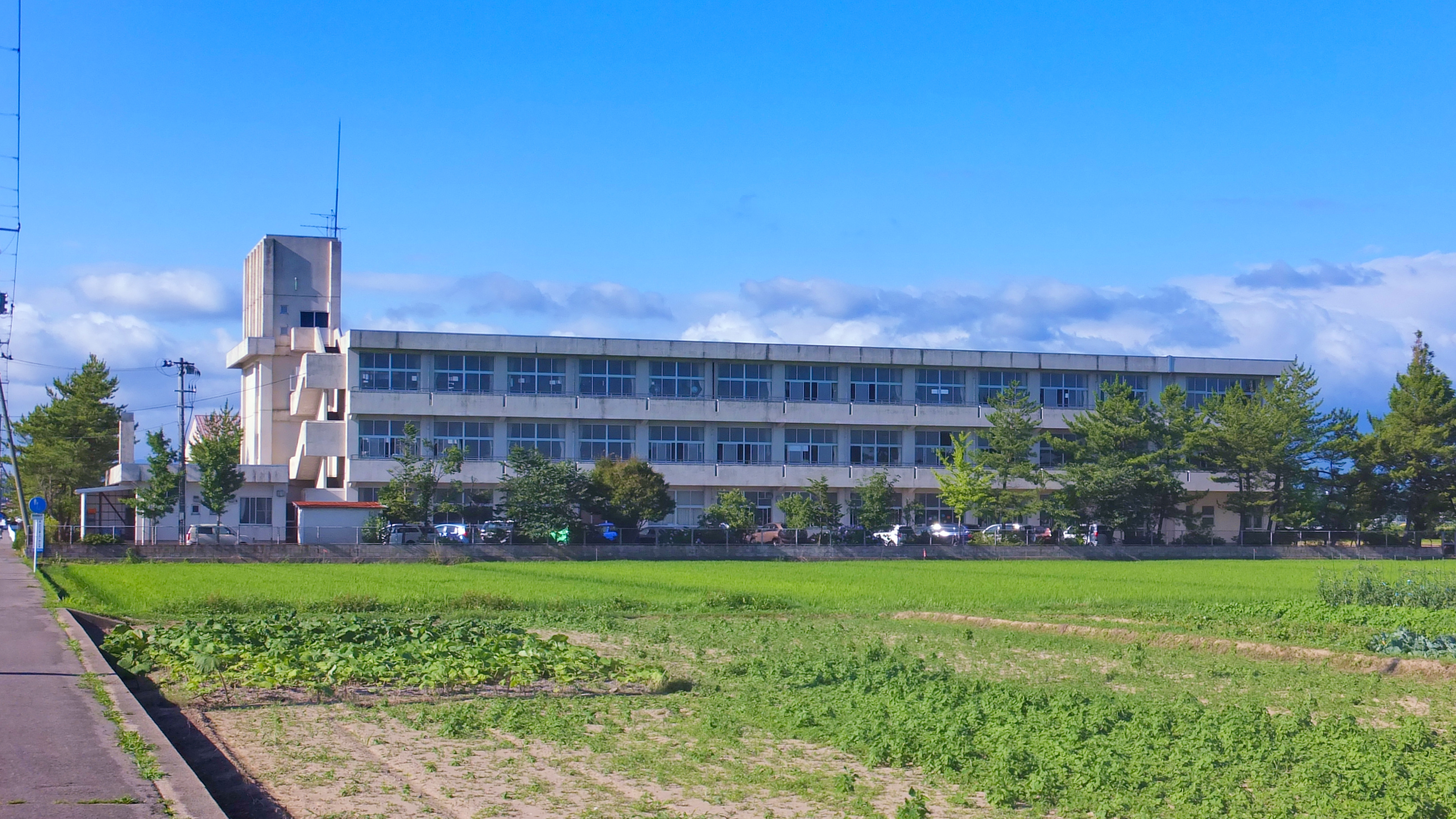
秋田市立四ツ小屋小学校

## 交通

### 鉄道
- 東日本旅客鉄道
  - 奥羽本線
    - (秋田） - 四ツ小屋 - （和田）

### バス
- 秋田中央交通
  - 系統510｜仁井田御所野線（県庁市役所前経由）
  - 系統511｜仁井田御所野線（長崎屋バスターミナル経由）
  - 系統542｜秋田高校線 - 平日のみ
    - （御野場団地） - 上野入口 - 小阿地入口 - （シルバーエリア入口）
- 秋田中央トランスポート
  - 秋田市マイタウン・バス南部線雄和Aコース
    - （御所野元町七丁目） - 末戸柳田 - 末戸口 - 四ツ小屋駅 - （本田）

  - 秋田市マイタウン・バス南部線雄和Bコース
    - （御所野元町七丁目） - 末戸柳田 - 末戸口 - 四ツ小屋駅 - 四ツ小屋下丁 - 四ツ小屋中丁 - 上町生活センター前 - 四ツ小屋上丁 - （芝野下丁）

### 道路
- 秋田県道9号線秋田雄和本荘線
- 秋田県道61号線秋田御所野雄和線

## 著名出身者
- 岡部大（芸人（ハナコ））
- 鈴木麻里（女優）